# Két lépés távolság
A Két lépés távolság (eredeti címén Five Feet Apart) 2019-ben bemutatott amerikai romantikus filmdráma, melyet Mikki Daughtry és Tobias Iaconis forgatókönyve alapján Justin Baldoni rendezett. A film középpontjában a Haley Lu Richardson és Cole Sprouse által alakított két cisztás fibrózisban szenvedő tini áll, akik megpróbálnak kapcsolatot létesíteni annak ellenére, hogy mindig egy bizonyos távolságra kényszerülnek egymástól betegségükből kifolyólag.
Az Egyesült Államokban 2019. március 15-én, Magyarországon 2019. május 2-án mutatták be.

## Cselekmény
Stella cisztás fibrózisban szenvedő tizenéves, az interneten osztja meg mindennapjait a betegségével kapcsolatban. A kórházban találkozik egy sráccal, Will Newmannel, aki szintén ezzel a betegséggel él együtt. Legalább két méter távolságra kell tartózkodniuk egymástól, hogy csökkentsék a bakteriális fertőzés esélyét.

## Szereplők
| Szerep          | Színész                 | Magyar hang         |
| --------------- | ----------------------- | ------------------- |
| Stella Grant    | Haley Lu Richardson     | Rudolf Szonja       |
| Will Newman     | Cole Sprouse            | Dékány Barnabás     |
| Poe Ramirez     | Moisés Arias            | Molnár Levente      |
| Nurse Barbara   | Kimberly Hebert Gregory | Nádasi Veronika     |
| Dr. Hamid       | Parminder Nagra         | Majsai-Nyilas Tünde |
| Meredith Newman | Claire Forlani          | Bertalan Ágnes      |
| Nurse Julie     | Emily Baldoni           | Bognár Anna         |

## Háttér és forgatás
2017 januárjában Tobias Iaconis és Mikki Daughtry forgatókönyve alapján a CBS Films támogatásával Justin Baldoni számára irányításával kezdődtek meg az előkészületi munkálatok.
Baldoni először cisztás fibrózissal akkor kezdett foglalkozni, amikor a My Last Days (Utolsó napom) című dokumentumfilmet készítette. Közreműködött Claire Wineland amerikai aktivistával, aki szintén a betegségben szenvedett és aki végül annak áldozata lett 2018. szeptember 2-án.
2018 januárjában szerződtették Cole Sprouse-t, majd 2018 áprilisában Haley Lu Richardsont a főszerepekre, nem sokkal később pedig és Moisés Arias is csatlakozott a stábhoz. A forgatás 2018. május 25-én kezdődött New Orleansben, Louisiana államban és egy hónappal később, 2018. június 26-án zárult le.
A film eredeti címe egy "szabályra” utal, amely a Cisztás fibrózis alapítványtól ered, amely szerint a cisztás fibrózisos betegeknek legalább 6 láb (kb. 180 cm) távolságot kell tartaniuk egymástól, hogy csökkentsék a keresztfertőzések kockázatát.
Rachael Lippincott ugyanazt a címet viselő novellája 2018 novemberében jelent meg.

## Bemutató
A film a CBS Films és a Lions Gate Entertainment forgalmazásában 2019. március 15-én került bemutatásra az Egyesült Államokban. A stúdió 12 millió dollárt költött promóciós és reklámcélokra.

## Fogadtatás

### Bevételi adatok
2019. április 25. óta a Két lépés távolság 45,7 millió dollárt termelt az Egyesült Államokban és Kanadában, 45,8 millió dollárt más országokban, összesen 91,5 millió dollár bevételre szert téve, szemben a 7 millió dolláros gyártási költségvetéssel. Az Egyesült Államokban és Kanadában az Elrabolt világ és a Csodapark filmekkel egy hétvégén került bemutatásra, és a nyitó hétvégén 2600 moziban 6–10 millió dollár bevétellel számoltak az alkotók.
A film az első napon 5,4 millió dollárt hozott, beleértve a csütörtök éjszakai elővetítésből származó 715 000 dollárt is. 13,1 millió dollár bevétellel debütált, ezzel harmadikként zárt a Marvel Kapitány és Csodapark mögött. A második hétvégén 35%-kal esett vissza a mutató, ami 8,5 millió dolláros bevételt jelentett, a harmadik hétvégén pedig 6,3 millió dollárt hozott.

### Kritikai visszhang
A Rotten Tomatoes filmes kritikákkal foglalkozó weboldalon 103 értékelés alapján 55%-os, 5.68/10-es értékelést kapott. A weboldal kritikus konszenzusa így szól: "Haley Lu Richardson színészi teljesítménye jelentősen megemeli a film színvonalát, de a klisék az ő játékát is elfojtották, a Két lépés távolság nem érinti meg annyira a szíveket, amennyire kellene."
A Metacritic weboldalon 26 filmkritikus véleménye alapján 53 pontot kapott a 100-ból, ami „vegyes vagy átlagos értékelést” jelent. A CinemaScore a megkérdezett közönség véleménye alapján az A + -F skálán átlagos "A" besorolást adott a filmnek.
Andrew Barker a Variety magazintól szintén dicsérte Richardson előadását, a filmet pedig "formális tini romantikaként"
jellemezte. Katie Walsh a Los Angeles Timestól elismerte Richardson játékát, illetve karakterének ábrázolásának mélységét és árnyaltságát. Caroline Siede az AV Clubtól elismerően beszélt a két főszereplő játékáról, de kiemelte a film ügyetlenségeit, hiányosságait is.

### Az érintettek reakciói
A cisztás fibrózis-közösség reakciója vegyes volt. A cisztás fibrózis alapítvány üdvözölte a lehetőséget, hogy a film felhívja a figyelmet a betegséggel kapcsolatos küzdelemre, míg mások a film orvosi szempontból veszélyes viselkedésforma ábrázolásában találtak hibát. Többek aggodalmukat fejezték ki amiatt, hogy egy végzetes betegség romantikussá válik a filmvásznon és egy hollywoodi tini szerelmes film témájaként trivializálódik.
A filmet Instagram segítségével is reklámozták, de itt újra felmerült, hogy a betegséggel kapcsolatos súlyos gondokat, legyenek azok magán- vagy közösségi jellegűek, a film trivializál, ezért később a stúdió bocsánatot kért és leállította a reklámvideót.

## Fordítás
- Ez a szócikk részben vagy egészben  a   Five Feet Apart című angol Wikipédia-szócikk ezen változatának fordításán alapul.  Az eredeti cikk szerkesztőit annak laptörténete sorolja fel. Ez a jelzés csupán a megfogalmazás eredetét és a szerzői jogokat jelzi, nem szolgál a cikkben szereplő információk forrásmegjelöléseként.